# Thecla opisena
Thecla opisena är en fjärilsart som beskrevs av Druce 1912. Thecla opisena ingår i släktet Thecla och familjen juvelvingar. Inga underarter finns listade i Catalogue of Life.